# Anya Omah
Anya Omah (* Juli 1984 in Dortmund) ist das Pseudonym einer deutschen Schriftstellerin von New-Adult-Romanen (Liebesromane für junge Erwachsene) und erotischer Literatur, die mit ihrem selbstpublizierten Debüt Von dir verführt eine gewisse Bekanntheit erreicht hat.

## Werdegang
Omah arbeitete bis zu ihrer Entscheidung als Schriftstellerin tätig zu sein, als medizinisch-technische Laborassistentin und Wirtschaftspsychologin.
2014 veröffentlichte sie als Selfpublisherin über den Latos Verlag ihren Debütroman Von dir verführt. Es folgten bis 2021 weitere New-Adult- und erotische Romane in Eigenregie.
Das im Oktober 2021 bei Kyss, dem Imprint-Label des Rowohlt Verlags, erschienene Werk Regenglanz, erster Band einer geplanten Trilogie, stieg auf Rang neun in die Spiegel-Bestsellerliste in der Kategorie Belletristik ein, der nachfolgende Band Nebelschimmer in der Erscheinungswoche Ende Juli 2022 auf Platz fünf.
Omah war Jurymitglied des Selfpublishing-Buchpreises 2021 für Belletristik.

## Werke (Auswahl)
- Von dir verführt. Latos Verlag, Calbe/Saale 2014, ISBN 978-3-943308-60-0.
- Regenglanz. Rowohlt Taschenbuch, Hamburg 2021, ISBN 978-3-499-00654-8.
- Nebelschimmer. Rowohlt Taschenbuch, Hamburg 2022, ISBN 978-3-499-00655-5.
- Gewitterleuchten. Rowohlt Taschenbuch, Hamburg 2023, ISBN 978-3-499-00656-2.
- Fake Roomie. Nova MD, Vachendorf 2024, ISBN 978-3-98942-206-3.
- Dark Cinderella. Rowohlt, Hamburg 2025, ISBN 978-3-499-01158-0.
- Broken Prince. Rowohlt, Hamburg 2025, ISBN 978-3-499-01159-7.